# CGR NG 4-6-2T 1908

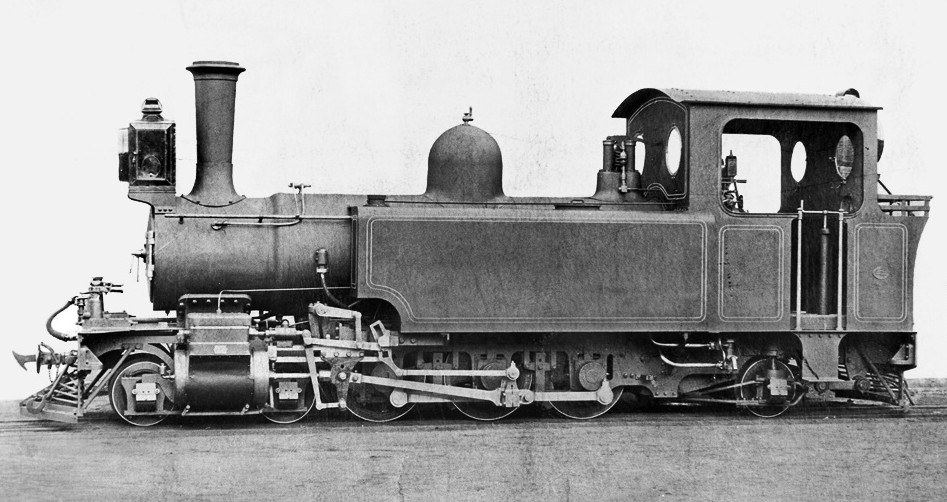
CGR 4-6-2T 1908

Die CGR NG 4-6-2T 1908 ist eine südafrikanische Dampflok aus der Zeit der Kapkolonie.

## Geschichte
1908 beschafften die Cape Government Railways zwei Schmalspur-Tenderlokomotiven der Spurweite 2 Fuß (610 mm) mit einem vorauslaufenden zweiachsigen Drehgestell, drei Kuppelachsen und einer Nachlaufachse, d. h. der Bauart 2'C1' oder nach Whyte-Notation 4-6-2T Pacific. Sie wurden für den Personenverkehr auf der Walmer Branch der Avontuur Railway ab Port Elizabeth eingesetzt. 1912 wurden beide Loks von den South African Railways assimiliert und erhielten neue Nummern.

## Hersteller
Die Loks wurden 1908 von W. G. Bagnall gebaut. Es handelte sich um kraftvolle Dampflokomotiven mit einer Heusinger-Steuerung anstelle der bis dahin üblichen Kulissensteuerung. Sie hatten keine Klassifizierung und trugen die Nummern 42 und 43. Sie wurden für bis zu 22 Züge pro Tag eingesetzt.
1912 erhielten die beiden Loks die Nummern NG33 und NG34 der South African Railways, wobei die Abkürzung NG (für englisch: narrow gauge) sie als Schmalspurloks identifizierte. Sie waren bis zur Stilllegung der Walmer Branch im Jahr 1929 im Einsatz.